# Downary-Plac
 (décembre 2017).
Downary-Plac [dɔvˈnarɨ] est un village polonais de la gmina de Goniądz dans le powiat de Mońki et dans la voïvodie de Podlachie. Il se situe à environ 4 kilomètres au sud-ouest de Goniądz, à 7 kilomètres au nord-ouest de Mońki et à 47 kilomètres au nord-ouest de Białystok. 